# طعوم
طعوم قرية سورية تتبع ناحية بنش في منطقة مركز إدلب في محافظة إدلب. بلغ عدد سكانها 5,400 نسمة في عام 2011 حسب إحصاء المكتب المركزي للإحصاء.
تقع على بعد 10 كم شرق مدينة ادلب على طريق ادلب حلب القديم بين بنش وتفتناز، تقع على منطقة مرتفعة (حوالي 450 م فوق سطح البحر) تتميز بالأراضي السهلية المحيطة بها، يعمل معظم سكانها كموظفين وهناك قلة قليلة ما زالت تعمل في الزراعة التي كانت حتى فترة قليلة المهنة الأساسية لمعظم أهالي القرية. تعاني القرية كمعظم القرى المحيطة من الإهمال الإداري وسوء الخدمات الامر الذي دعى أهالي القرية إلى تفعيل العمل الشعبي والاعتماد على الذات في الكثير من الخدمات الضرورية كتعبيد الطريق وخدمات الصرف الصحي
في الفترة الأخيرة دخلت إليها العديد من العائلات الوافدة من القرى المجاورة. ويوجد فيها مدرستين ابتدائيتين ومدرسة إعدادية. يوجد مسجدان في القرية الأول يقع في الحي الشمالي ويعود إلى حوالي 500 سنة والآخر تم بناؤه منذ حوالي 30 سنة ويقع في الحي الجنوبي.